# Helicarion porrectus
Helicarion porrectus е вид коремоного от семейство Helicarionidae. Видът е световно застрашен, със статут Уязвим.

## Разпространение
Видът е ендемичен за тропическите гори на Австралия. Среща се на по-голяма надморска височина.